# Dominique Reiniche
Dominique Reiniche, née le 13 juillet 1955 dans le 3e arrondissement de Lyon,, est une femme d'affaires française.  Elle travaille pendant 20 ans chez Coca-Cola et dirige jusqu'en 2014 la direction européenne Coca-Cola Company . 
Elle est connue pour avoir présidé l'Union des Annonceurs, le lobby de la publicité, ainsi que Food Drink Europe, le lobby européen de l'agroalimentaire.  
Reiniche a été présente au sein de plusieurs conseils d'administrations dont Axa Assurance,  PSA Peugeot Citroën et le comité exécutif du Medef. 
Depuis juin 2019, elle est présidente du conseil d'administration d'Eurostar. 

## Formation
Dominique Reiniche est diplômée de l’ESSEC (MBA).

## Carrière
Dominique Reiniche a effectué toute sa carrière dans des sociétés internationales de produits de grande consommation.

### Coca-Cola
Elle travaille pendant des décennies chez Coca-Cola. 
Basée à Paris, elle est Chairman Europe de The Coca-Cola Company depuis janvier 2013. Auparavant, elle est présidente européenne de Coca-Cola,  à la tête de 60 000 salariés et réalisant 1/3 du chiffre d'affaires mondial de Coca-Cola (6,8 milliards de dollars en 2005), ses responsabilités couvrent l’ensemble des marchés européens, soit 38 pays, membres de l’Union européenne et de la zone européenne de libre échange.
En 2011, elle a participé au Forum de Davos, qui réunit l'élite mondialisée
En tant que porte-parole de Coca-Cola, elle a défendu les positions sur groupe auprès des institutions européennes sur l’équilibre alimentaire, l’auto-régulation publicitaire et le développement de la pratique sportive. Dominique Reiniche milite également en faveur de l’égalité des chances et de l'égalité hommes femmes.
Dominique Reiniche est entrée chez Coca-Cola en France en 1992 où elle a occupé des responsabilités croissantes dans les fonctions marketing, vente et de direction générale. En 1998, elle devient PDG de la filiale française avant d’être nommée Présidente de Coca-Cola Enterprises Europe en 2003.
Elle quitte ses fonctions chez Coca-Cola Europe en mars 2014.

### Autres fonctions
Avant de rejoindre Coca-Cola, Dominique Reiniche a été Directeur Marketing et Stratégie et seule femme du comité de direction chez Kraft Jacobs Suchard. Elle a passé les huit premières années de sa carrière à la Direction Marketing de Procter & Gamble.

### Autres mandats
De mai 2005 à mai 2007, Dominique Reiniche a été Présidente de l’UNESDA (l’Union européenne des boissons sans alcool). Au cours de son mandat, elle s’est investie dans le renforcement des relations de la profession avec les autorités européennes, encourageant les industriels à communiquer plus largement sur le choix des boissons qu’ils proposent et à adopter un code visant à réglementer les actions marketing destinées aux enfants. Elle fut également Présidente de l’Union des Annonceurs (UDA), membre du Conseil Exécutif du MEDEF (1998-2006) et membre du Comité Consultatif d’ING Direct.
Dominique Reiniche a par ailleurs siégé au conseil d’administration d’Essilor (jusqu’au 1er août 2006) et a été membre du board de ECR EUROPE jusqu’en avril 2012 (Forum Industrie - Grande Distribution) et de la CIAA (Confédération des Industries Agro Alimentaires de l’Union européenne), devenu le Food Drink Europe en juillet 2012. À ce titre, elle a fait partie du Groupe de tête qui a mis en place un nouveau schéma volontaire d’étiquetage nutritionnel applicable à toute l’industrie agro-alimentaire européenne.
Elle siège aujourd'hui en tant qu’administratrice au conseil d'administration de Axa Assurance et est membre du conseil de surveillance de PSA Peugeot Citroën.
En novembre 2012, elle est une nouvelle fois nommée Présidente de l’UNESDA. 
En janvier 2019, elle est nommée présidente du conseil d'administration de Chr Hansen, entreprise danoise de biosciences. 
Depuis juin 2019, elle est présidente du conseil d'administration d'Eurostar. 

## Reconnaissances
Dominique Reiniche est présente dans le classement des 50 femmes les plus influentes au monde depuis 2003. Elle passe du 40e rang en 2006 au 16e rang en 2012, devenant ainsi la première femme française de ce classement. Elle figure également parmi les dix femmes européennes les plus influentes (classement officiel du Financial Times).
Elle est faite Chevalier de la Légion d'honneur en 2001, elle est promue Officier en 2013,.

## Vie privée
Elle a une fille et deux belles-filles.